# Patania balteata
Patania balteata is een vlinder uit de familie van de grasmotten (Crambidae). De wetenschappelijke naam van deze soort is voor het eerst gepubliceerd in 1798 door Johan Christian Fabricius.
De spanwijdte bedraagt 26-32 millimeter.

## Verspreiding
Deze soort komt voor in Zuid-Europa, tropisch Afrika, Oriëntaals gebied, Japan en het Australaziatisch gebied.

## Waardplanten
De rups van deze soort leeft op de volgende waardplanten.
- Boehmeria stipularis (Urticaceae)
- Anacardium occidentale (Anacardiaceae)
- Pistacia terebinthus (Anacardiaceae)
- Toxicodendron vernicifluum (Anacardiaceae)
- Pseudospondias microcarpa (Anacardiaceae)
- Cotinus coggygria (Anacardiaceae)
- Searsia longipes (Anacardiaceae)
- Quercus serrata (Fagaceae)
- Castanea sp. (Fagaceae)
- Eucalyptus sp. (Myrtaceae)